# Nicola di Damasco
Nicola di Damasco (in greco antico: Νικόλαος Δαμασκηνός?, Nikólāos Damaskēnós; Damasco, 64 a.C. – Roma?, dopo il 14 d.C.) è stato uno storico e filosofo greco antico, vissuto durante l'età di Augusto.

## Biografia
Figlio di Antipatro, Nicola ricevette un'ottima educazione, dedicandosi alla filosofia peripatetica ed alla retorica. Secondo Sofronio di Gerusalemme, egli divenne il precettore dei figli del triumviro Marco Antonio e di Cleopatra (i gemelli Alessandro Elio e Cleopatra Selene, nati nel 40 a.C., forse anche di Tolomeo Filadelfo, nato nel 36 a.C.) Egli lasciò certamente l'Egitto, allorché questo venne conquistato da Ottaviano nel 30 a.C..

Fu, poi, intimo amico di Erode il Grande, a cui sopravvisse di diversi anni e nel 4 a.C., pur essendosi ritirato dalla politica attiva (in quanto, come egli stesso dichiarava, aveva oltrepassato i sessant'anni), accompagnò a Roma Archelao, figlio dell'amico, a chiedere ad Augusto di essere nominato legittimo re di Giudea.

## Opere

### Storia Universale
Il suo lavoro principale fu una Storia universale in 144 libri, dei quali si sono conservati solo pochi frammenti: sono noti riferimenti ai libri 2, 4, 5, 6, 7, (8), 96, 103, 104, 107, 108, 110, 114, 123 e 124.
Ampi frammenti dei primi sette libri sono conservati negli Excerpta compilati su ordine di Costantino Porfirogenito: essi, coprendo la storia dei popoli orientali, furono usati anche da autori come Giuseppe Flavio, che usò Nicola anche per la sezione delle sue Antichità giudaiche concernente Erode il Grande (libri XIV-XVII), come si nota dal fatto che, quando viene a mancare la fonte di Nicola, nel regno di Archelao, il racconto flaviano diventa improvvisamente più superficiale e frettoloso.
Nicola di Damasco è famoso soprattutto per il suo resoconto di un'ambasciata inviata da un re indiano chiamato "Pandion" (Regno di Pandyan?) o, secondo altri, "Poro", ad Augusto attorno al 13. Nicola stesso incontrò l'ambasciata ad Antiochia. L'ambasciata portava con sé una lettera diplomatica scritta in greco, ed uno dei suoi membri era uno sramana che si diede fuoco ad Atene per dimostrare la sua fede. L'evento ebbe molta risonanza al tempo ed è ricordato anche da Strabone e Cassio Dione Cocceiano. Per lo sramana fu eretta una tomba, ancora visibile ai tempi di Plutarco, che riportava la scritta "ΖΑΡΜΑΝΟΧΗΓΑΣ ΙΝΔΟΣ ΑΠΟ ΒΑΡΓΟΣΗΣ" ("Il maestro sramana da Barygaza in India"):
(Strabone, XV 1, 73)
Ciò indica che religiosi indiani (Sramana, a cui appartenevano i Buddhisti, opposti agli Hindu Brāhmaṇa) circolavano in Occidente ai tempi di Gesù.
Abbiamo, inoltre, frammenti piuttosto ampi di due opere che Nicola scrisse in tarda età: una biografia di Augusto e la propria autobiografia.

### Vita di Augusto
Nicola scrisse una Vita di Augusto (Bios Kaisaros), che sembra fosse completata dopo la morte dell'imperatore nel 14 d.C., quando Nicola aveva già ben 78 anni: di essa restano due lunghe porzioni, la prima concernente la giovinezza di Ottavio, la seconda l'assassinio di Cesare.

### Autobiografia
Altra opera biografica era la sua autobiografia, la cui data di composizione è incerta, anche se menziona il fatto che Nicola avesse deciso di ritirarsi nel 4 a.C., anche se in seguito, come detto, fu convinto ad accompagnare Archelao a Roma.

### Opere filosofiche
Nicola coltivò anche la filosofia, ponendosi nella scia dei commentatori di Aristotele, sul quale scrisse un compendio (arrivatoci in una traduzione siriaca ; inoltre, coltivò l'attenzione, tipicamente peripatetica, per le scienze naturali, componendo un'opera Sulle piante (giunta in una traduzione araba, in quanto falsamente attribuita ad Aristotele) e una Raccolta di costumi, di tipo etnografico, di cui sono giunti numerosi estratti.